# Hilina Pali Trail
Le Hilina Pali Trail est un sentier de randonnée des États-Unis situé à Hawaï, sur le Kīlauea, dans le district de Kaʻū du comté d'Hawaï.

## Parcours

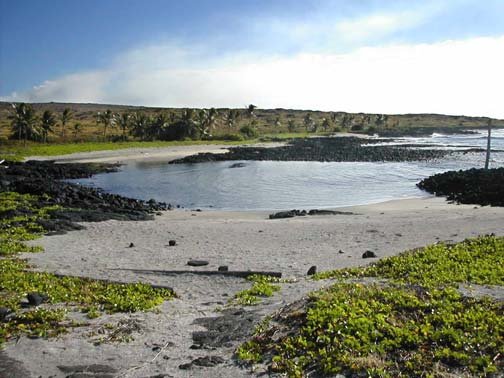
Vue d'Halapē et de sa crique, point de départ du Hilina Pali Trail.

D'une longueur totale de 12,8 kilomètres, il part de l'Hilina Pali Shelter, à l'extrémité de la Hilina Pali Road à 695 mètres d'altitude et mène au bivouac de Halapē à 11 mètres d'altitude en se dirigeant vers le sud-est,. Au niveau de la Hilina Pali Road, il est connecté au Kaʻū Desert Trail venant du sud-ouest,. Dès les premiers mètres, le sentier entreprend la descente du Hilina Pali par une succession de virages,. En bas de l'escarpement, un sentier partant sur la droite permet de rejoindre le bivouac de Kaʻaha distant de 2,3 kilomètres,. Après 1,9 kilomètre, un deuxième sentier long là aussi de 2,3 kilomètres et partant sur la droite permet à nouveau de gagner Kaʻaha,. À ce croisement, le Hilina Pali Trail atteint le rebord du Puueo Pali qu'il longe en direction du nord-est,,. Arrivé à l'extrémité orientale de cette falaise, un sentier de 2,1 kilomètres de longueur permet de rejoindre le Keauhou Trail,. Il dévie vers le sud et après 2,6 kilomètres, Halapē est atteint et le Hilina Pali Trail se connecte au Puna Coast Trail venant de l'est,.